# Joan Perez de Lazarraga

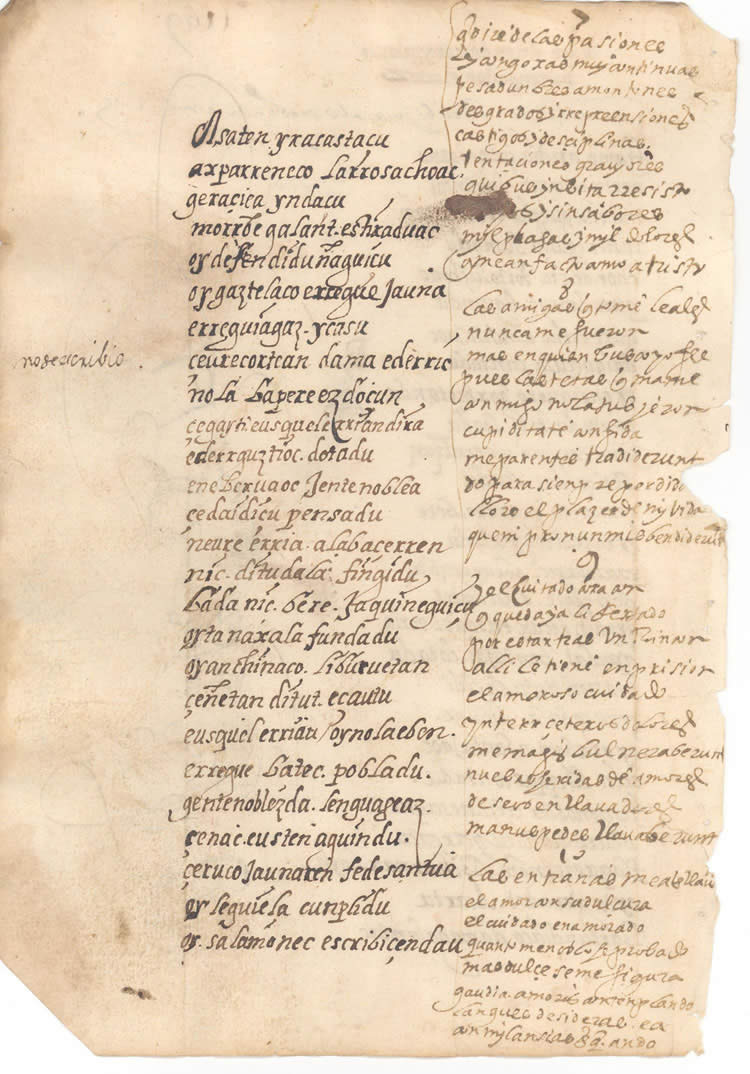
Una pàgina del manuscrit del mateix Lazarraga

Joan Perez de Lazarraga, Senyor de la Torre de Larrea (1548? — 12 d'abril de 1605) va ser un escriptor basc que va néixer i morir a Larrea (Barrundia), Àlaba.
Lazarraga era membre d'una família originària d'Oñati. Com escriptor va ser un dels pocs que van escriure en basc en l'època del Renaixement. Els seus manuscrits són de cap a l'any 1567 ls quals formen una novel·la del tipus pastoral titulada Silbero, Silbia, Doristeo i Sirena.
Aquest manuscrit va ser descobert l'any 2004 a un antiqüari de Madrid. És dels pocs textos en basc del segle xvi que ens han arribat i el més antic dels que s'han fet a Euskadi sud. La Diputació foral de Guipúscoa va comprar aquests escrits i els va fer disponibles via internet. Patri Urkizu en preparà la primera edició titulada "Dianea i Cobles." 
Aquesta troballa ha estat molt important per a la filologia basca i a més clarifica l'existència del dialecte alabès, avui ja extint.